# Danh sách Thủ tướng Liban
Đây là danh sách thủ tướng của Liban kể từ khi chức vụ này được thành lập vào năm 1926.

## Hiệp ước Quốc gia
Mặc dù không hề có trong hiến pháp, một thỏa thuận mang tên "Hiệp ước Quốc gia" quy định một thủ tướng Liban phải là một tín đồ Hồi giáo Sunni. Tuy nhiên, trong quá khứ từng có thủ tướng là tín đồ Công giáo.

## Danh sách thủ tướng
| Chú giải | Chú giải              |
| -------- | --------------------- |
| —        | Quyền thủ tướng.      |
|          | Đảng Lập hiến         |
|          | Khối Quốc gia         |
|          | Đảng Kataeb           |
|          | Phong trào Độc lập    |
|          | Quân đội              |
|          | Mặt trận Cứu quốc     |
|          | Phng trào Tương lai   |
|          | Phong trào Vinh quang |

| Nhà nước Đại Liban, thuộc Ủy trị Pháp (1926–1943) |                                                                  |                                                       |                           |                           |                                             |                 | |
| №                                                 | Chân dung                                                        | Tên (Sinh–Mất)                                        | Nhậm chức                 | Thôi chức                 | Đảng                                        | Đảng            | Ghi chú |
| 1                                                 |                                                                  | Auguste Adib Pacha أوغست أديب باشا (1859–1936)        | ngày 31 tháng 5 năm 1926  | ngày 5 tháng 5 năm 1927   | Độc lập                                     | Độc lập         | — |
| 2                                                 |                                                                  | Bechara Khoury بشارة الخوري (1890–1964)               | ngày 5 tháng 5 năm 1927   | ngày 10 tháng 8 năm 1928  | Đảng Lập hiến                               |                 | — |
| 3                                                 |                                                                  | Habib Pacha Es-Saad حبيب باشا السعد (1867–1942)       | ngày 10 tháng 8 năm 1928  | ngày 9 tháng 5 năm 1929   | Độc lập                                     | Độc lập         | — |
| 4                                                 |                                                                  | Bechara Khoury بشارة الخوري (1890–1964)               | ngày 9 tháng 5 năm 1929   | ngày 11 tháng 10 năm 1929 | Đảng Lập hiến                               |                 | — |
| 5                                                 |                                                                  | Émile Eddé إميل أده (1886–1949)                       | ngày 11 tháng 10 năm 1929 | ngày 25 tháng 3 năm 1930  | Khối Quốc gia                               |                 | — |
| 6                                                 |                                                                  | Auguste Adib Pacha أوغست أديب باشا (1859–1936)        | ngày 25 tháng 3 năm 1930  | ngày 9 tháng 3 năm 1932   | Độc lập                                     | Độc lập         | — |
| 7                                                 |                                                                  | Charles Debbas شارل دباس (1885–1935)                  | ngày 9 tháng 3 năm 1932   | ngày 29 tháng 1 năm 1934  | Độc lập                                     | Độc lập         | — |
| —                                                 |                                                                  | Abdallah Beyhum عبد الله بيهم (1879–1962)             | ngày 29 tháng 1 năm 1934  | ngày 30 tháng 1 năm 1936  | Độc lập                                     | Độc lập         | — |
| 8                                                 |                                                                  | Ayoub Tabet أيوب ثابت (1884–1951)                     | ngày 30 tháng 1 năm 1936  | ngày 5 tháng 1 năm 1937   | Độc lập                                     | Độc lập         | — |
| 9                                                 |                                                                  | Khayreddine Ahdab خير الدين الأحدب (1894–1941)        | ngày 5 tháng 1 năm 1937   | ngày 18 tháng 3 năm 1938  | Độc lập                                     | Độc lập         | — |
| 10                                                |                                                                  | Khaled Chehab خالد شهاب (1886–1978)                   | ngày 18 tháng 3 năm 1938  | ngày 24 tháng 10 năm 1938 | Độc lập                                     | Độc lập         | — |
| 11                                                |                                                                  | Abdallah Yafi عبد الله اليافي (1901–1986)             | ngày 24 tháng 10 năm 1938 | ngày 21 tháng 9 năm 1939  | Độc lập                                     | Độc lập         | — |
| 12                                                |                                                                  | Abdallah Beyhum عبد الله بيهم (1879–1962)             | ngày 21 tháng 9 năm 1939  | ngày 4 tháng 4 năm 1941   | Độc lập                                     | Độc lập         | — |
| 13                                                |                                                                  | Alfred Georges Naccache ألفرد جورج النقاش (1887–1978) | ngày 7 tháng 4 năm 1941   | ngày 26 tháng 11 năm 1941 | Đảng Kataeb                                 |                 | — |
| 14                                                |                                                                  | Ahmad Daouk أحمد الداعوق (1892–1979)                  | ngày 1 tháng 12 năm 1941  | ngày 26 tháng 7 năm 1942  | Độc lập                                     | Độc lập         | — |
| 15                                                |                                                                  | Sami Solh سامي الصلح (1887–1968)                      | ngày 26 tháng 7 năm 1942  | ngày 22 tháng 3 năm 1943  | Độc lập                                     | Độc lập         | — |
| —                                                 |                                                                  | Ayoub Tabet أيوب ثابت (1884–1951)                     | ngày 22 tháng 3 năm 1943  | ngày 21 tháng 7 năm 1943  | Độc lập                                     | Độc lập         | — |
| 16                                                |                                                                  | Petro Trad بيترو طراد (1876–1947)                     | ngày 1 tháng 8 năm 1943   | ngày 25 tháng 9 năm 1943  | Độc lập                                     | Độc lập         | — |
| Cộng hòa Liban (1943–nay)                         |                                                                  |                                                       |                           |                           |                                             |                 | |
| №                                                 | Portrait                                                         | Name (Birth–Death)                                    | Took office               | Left office               | Political party                             | Political party | Note(s) |
| 17                                                |                                                                  | Riad Solh رياض الصلح (1894–1951)                      | ngày 25 tháng 9 năm 1943  | ngày 10 tháng 1 năm 1945  | Phong trào Độc lập                          |                 | Bị ám sát vào ngày 17 tháng 7 năm 1951 tại sân bay Marka ở Amman bởi các thành viên của Đảng Quốc gia Xã hội Syria                 |
| 18                                                |                                                                  | Abdul Hamid Karami عبد الحميد كرامي (1890–1950)       | ngày 10 tháng 1 năm 1945  | ngày 20 tháng 8 năm 1945  | Độc lập                                     | Độc lập         | — |
| 19                                                |                                                                  | Sami Solh سامي الصلح (1887–1968)                      | ngày 23 tháng 8 năm 1945  | ngày 22 tháng 5 năm 1946  | Độc lập                                     | Độc lập         | — |
| 20                                                |                                                                  | Saadi Munla سعدي المنلا (1890–1975)                   | ngày 22 tháng 5 năm 1946  | ngày 14 tháng 12 năm 1946 | Độc lập                                     | Độc lập         | — |
| 21                                                |                                                                  | Riad Solh رياض الصلح (1894–1951)                      | ngày 14 tháng 12 năm 1946 | ngày 14 tháng 2 năm 1951  | Phong trào Độc lập                          |                 | — |
| 22                                                |                                                                  | Hussein Oweini حسين العويني (1900–1971)               | ngày 14 tháng 2 năm 1951  | ngày 7 tháng 4 năm 1951   | Độc lập                                     | Độc lập         | — |
| 23                                                |                                                                  | Abdallah Yafi عبد الله اليافي (1901–1986)             | ngày 7 tháng 4 năm 1951   | ngày 11 tháng 2 năm 1952  | Độc lập                                     | Độc lập         | — |
| 24                                                |                                                                  | Sami Solh سامي الصلح (1887–1968)                      | ngày 11 tháng 2 năm 1952  | ngày 9 tháng 9 năm 1952   | Độc lập                                     | Độc lập         | — |
| 25                                                |                                                                  | Nazem Akkari ناظم عكاري (1902–1985)                   | ngày 10 tháng 9 năm 1952  | ngày 14 tháng 9 năm 1952  | Độc lập                                     | Độc lập         | — |
| 26                                                |                                                                  | Saeb Salam صائب سلام (1905–2000)                      | ngày 14 tháng 9 năm 1952  | ngày 18 tháng 9 năm 1952  | Độc lập                                     | Độc lập         | — |
| —                                                 |                                                                  | Fuad Chehab فؤاد شهاب (1902–1973)                     | ngày 18 tháng 9 năm 1952  | ngày 1 tháng 10 năm 1952  | Độc lập                                     | Độc lập         | Quyền, tín đồ Maronite đầu tiên làm thủ tướng.                                                                                     |
| 27                                                |                                                                  | Khaled Chehab خالد شهاب (1886–1978)                   | ngày 1 tháng 10 năm 1952  | ngày 1 tháng 5 năm 1953   | Độc lập                                     | Độc lập         | — |
| 28                                                |                                                                  | Saeb Salam صائب سلام (1905–2000)                      | ngày 1 tháng 5 năm 1953   | ngày 16 tháng 8 năm 1953  | Độc lập                                     | Độc lập         | — |
| 29                                                |                                                                  | Abdallah Yafi عبد الله اليافي (1901–1986)             | ngày 16 tháng 8 năm 1953  | ngày 16 tháng 9 năm 1954  | Độc lập                                     | Độc lập         | — |
| 30                                                |                                                                  | Sami Solh سامي الصلح (1887–1968)                      | ngày 16 tháng 9 năm 1954  | ngày 19 tháng 9 năm 1955  | Độc lập                                     | Độc lập         | — |
| 31                                                |                                                                  | Rashid Karami رشيد كرامي (1921–1987)                  | ngày 19 tháng 9 năm 1955  | ngày 20 tháng 3 năm 1956  | Độc lập                                     | Độc lập         | — |
| 32                                                |                                                                  | Abdallah Yafi عبد الله اليافي (1901–1986)             | ngày 20 tháng 3 năm 1956  | ngày 18 tháng 11 năm 1956 | Độc lập                                     | Độc lập         | — |
| 33                                                |                                                                  | Sami Solh سامي الصلح (1887–1968)                      | ngày 18 tháng 11 năm 1956 | ngày 20 tháng 9 năm 1958  | Độc lập                                     | Độc lập         | — |
| —                                                 | không khung                                                      | Khalil Hibri خليل الهبري (1904–1979)                  | ngày 20 tháng 9 năm 1958  | ngày 24 tháng 9 năm 1958  | Độc lập                                     | Độc lập         | — |
| 34                                                |                                                                  | Rashid Karami رشيد كرامي (1921–1987)                  | ngày 24 tháng 9 năm 1958  | ngày 14 tháng 5 năm 1960  | Độc lập                                     | Độc lập         | — |
| 35                                                |                                                                  | Ahmad Daouk أحمد الداعوق (1892–1979)                  | ngày 14 tháng 5 năm 1960  | ngày 1 tháng 8 năm 1960   | Độc lập                                     | Độc lập         | — |
| 36                                                |                                                                  | Saeb Salam صائب سلام (1905–2000)                      | ngày 2 tháng 8 năm 1960   | ngày 31 tháng 10 năm 1961 | Độc lập                                     | Độc lập         | — |
| 37                                                |                                                                  | Rashid Karami رشيد كرامي (1921–1987)                  | ngày 31 tháng 10 năm 1961 | ngày 20 tháng 2 năm 1964  | Độc lập                                     | Độc lập         | — |
| 38                                                |                                                                  | Hussein Oweini حسين العويني (1900–1971)               | ngày 20 tháng 2 năm 1964  | ngày 25 tháng 7 năm 1965  | Độc lập                                     | Độc lập         | — |
| 39                                                |                                                                  | Rashid Karami رشيد كرامي (1921–1987)                  | ngày 25 tháng 7 năm 1965  | ngày 9 tháng 4 năm 1966   | Độc lập                                     | Độc lập         | — |
| 40                                                |                                                                  | Abdallah Yafi عبد الله اليافي (1901–1986)             | ngày 9 tháng 4 năm 1966   | ngày 2 tháng 12 năm 1966  | Độc lập                                     | Độc lập         | — |
| 41                                                |                                                                  | Rashid Karami رشيد كرامي (1921–1987)                  | ngày 7 tháng 12 năm 1966  | ngày 8 tháng 2 năm 1968   | Độc lập                                     | Độc lập         | — |
| 42                                                |                                                                  | Abdallah Yafi عبد الله اليافي (1901–1986)             | ngày 8 tháng 2 năm 1968   | ngày 15 tháng 1 năm 1969  | Độc lập                                     | Độc lập         | — |
| 43                                                |                                                                  | Rashid Karami رشيد كرامي (1921–1987)                  | ngày 15 tháng 1 năm 1969  | ngày 13 tháng 10 năm 1970 | Độc lập                                     | Độc lập         | — |
| 44                                                |                                                                  | Saeb Salam صائب سلام (1905–2000)                      | ngày 13 tháng 10 năm 1970 | ngày 25 tháng 4 năm 1973  | Độc lập                                     | Độc lập         | — |
| 45                                                | không khung                                                      | Amin Hafez أمين الحافظ (1926–2009)                    | ngày 25 tháng 4 năm 1973  | ngày 21 tháng 6 năm 1973  | Độc lập                                     | Độc lập         | — |
| 46                                                |                                                                  | Takieddine Solh تقي الدين الصلح (1908–1988)           | ngày 21 tháng 6 năm 1973  | ngày 31 tháng 10 năm 1974 | Độc lập                                     | Độc lập         | — |
| 47                                                | không khung                                                      | Rachid Solh رشيد الصلح (1926–2014)                    | ngày 31 tháng 10 năm 1974 | ngày 24 tháng 5 năm 1975  | Độc lập                                     | Độc lập         | — |
| 48                                                | không khung                                                      | Nureddine Rifai نور الدين الرفاعي (1899–1980)         | ngày 24 tháng 5 năm 1975  | ngày 27 tháng 5 năm 1975  | Quân đội                                    |                 | — |
| 49                                                |                                                                  | Rashid Karami رشيد كرامي (1921–1987)                  | ngày 1 tháng 7 năm 1975   | ngày 8 tháng 12 năm 1976  | Mặt trận Cứu quốc                           |                 | — |
| 50                                                |                                                                  | Selim Hoss سليم الحص (1929–)                          | ngày 8 tháng 12 năm 1976  | ngày 20 tháng 7 năm 1980  | Độc lập                                     | Độc lập         | — |
| 51                                                |                                                                  | Takieddine Solh تقي الدين الصلح (1908–1988)           | ngày 20 tháng 7 năm 1980  | ngày 25 tháng 10 năm 1980 | Độc lập                                     | Độc lập         | — |
| 52                                                |                                                                  | Shafik Dib Wazzan شفيق أديب الوزان (1925–1999)        | ngày 25 tháng 10 năm 1980 | ngày 30 tháng 4 năm 1984  | Độc lập                                     | Độc lập         | — |
| 53                                                |                                                                  | Rashid Karami رشيد كرامي (1921–1987)                  | ngày 30 tháng 4 năm 1984  | ngày 1 tháng 6 năm 1987   | Mặt trận Cứu quốc                           |                 | Karami bị ám sát trong Nội chiến Liban.                                                                                            |
| 54                                                |                                                                  | Selim Hoss سليم الحص (1929–)                          | ngày 2 tháng 6 năm 1987   | ngày 24 tháng 12 năm 1990 | Độc lập                                     | Độc lập         | Tranh chấp: Tranh chấp quyền bãi nhiệm vào ngày 22 tháng 9 năm 1988, sau đó được công nhận hoàn toàn từ ngày 13 tháng 10 năm 1990. |
| -                                                 |                                                                  | Michel Aoun ميشال عون (1935–)                         | ngày 22 tháng 9 năm 1988  | ngày 13 tháng 10 năm 1990 | Quan đội                                    |                 | Tranh chấp: Cuộc hẹn vào ngày 22 tháng 9 năm 1988 có tranh chấp.                                                                   |
| 55                                                | không_khung Lưu trữ ngày 29 tháng 9 năm 2020 tại Wayback Machine | Omar Karami عمر كرامي (1934–2015)                     | ngày 24 tháng 12 năm 1990 | ngày 13 tháng 5 năm 1992  | Độc lập                                     | Độc lập         | — |
| 56                                                | không_khung Lưu trữ ngày 29 tháng 9 năm 2020 tại Wayback Machine | Rachid Solh رشيد الصلح (1926–2014)                    | ngày 13 tháng 5 năm 1992  | ngày 31 tháng 10 năm 1992 | Độc lập                                     | Độc lập         | — |
| 57                                                |                                                                  | Rafic Hariri رفيق الحريري (1944–2005)                 | ngày 31 tháng 10 năm 1992 | ngày 6 tháng 12 năm 1998  | Phng trào Tương lai                         |                 | — |
| 58                                                |                                                                  | Selim Hoss سليم الحص (1929–)                          | ngày 6 tháng 12 năm 1998  | ngày 23 tháng 10 năm 2000 | Độc lập                                     | Độc lập         | — |
| 59                                                |                                                                  | Rafic Hariri رفيق الحريري (1944–2005)                 | ngày 23 tháng 10 năm 2000 | ngày 21 tháng 10 năm 2004 | Phng trào Tương lai                         |                 | Rafic Hariri bị ám sát vào ngày 14 tháng 2 năm 2005, 4 tháng sau khi rời nhiệm sở.                                                 |
| 60                                                | không_khung Lưu trữ ngày 29 tháng 9 năm 2020 tại Wayback Machine | Omar Karami عمر كرامي (1934–2015)                     | ngày 21 tháng 10 năm 2004 | ngày 19 tháng 4 năm 2005  | Độc lập                                     | Độc lập         | — |
| 61                                                |                                                                  | Najib Mikati نجيب ميقاتي (1955–)                      | ngày 19 tháng 4 năm 2005  | ngày 19 tháng 7 năm 2005  | Phong trào Vinh quang                       |                 | — |
| 62                                                |                                                                  | Fouad Siniora فؤاد السنيورة (1943–)                   | ngày 19 tháng 7 năm 2005  | ngày 9 tháng 11 năm 2009  | Phng trào Tương lai (Liên minh 14 tháng 3)  |                 | — |
| 63                                                |                                                                  | Saad Hariri سعد الحريري (1970–)                       | ngày 9 tháng 11 năm 2009  | ngày 13 tháng 6 năm 2011  | Phng trào Tương lai (Liên minh 14 tháng 3)  |                 | — |
| 64                                                |                                                                  | Najib Mikati نجيب ميقاتي (1955–)                      | ngày 13 tháng 6 năm 2011  | ngày 15 tháng 2 năm 2014  | Phong trào Vinh quang (Liên minh 8 tháng 3) |                 | — |
| 65                                                |                                                                  | Tammam Salam تمّام سلام (1945–)                        | ngày 15 tháng 2 năm 2014  | ngày 18 tháng 12 năm 2016 | Độc lập                                     | Độc lập         | — |
| 66                                                |                                                                  | Saad Hariri سعد الحريري (1970–)                       | ngày 18 tháng 12 năm 2016 | 21 tháng 1 năm 2020       | Phng trào Tương lai (Liên minh 14 tháng 3)  |                 | Từ chức vào ngày 29 tháng 10 năm 2019, nhưng vẫn tiếp tục giữ chức vụ thủ tướng.                                                   |
| 66                                                | không khung                                                      | Hassan Diab سعد الحريري (1959–)                       | ngày 21 tháng 1 năm 2020  | ngày 10 tháng 9 năm 2021  | Độc lập                                     | Độc lập         | Từ chức vào ngày 10 tháng 8 năm 2020, nhưng vẫn tiếp tục giữ chức thủ tướng.                                                       |
| 67                                                |                                                                  | Najib Mikati نجيب ميقاتي (1955–)                      | ngày 10 tháng 9 năm 2021  | 8 tháng 2 năm 2025        | Phong trào Vinh quang                       |                 | — |
| 68                                                |                                                                  | Nawaf Salam سلام نوّاف (1953–)                         | 8 tháng 2 năm 2025        | nay                       | Độc lập                                     | Độc lập         | — |

## Các cựu thủ tướng còn sống
| Tên           | Nhiệm kỳ        | Ngày sinh         | Đảng chính trị        |
| ------------- | --------------- | ----------------- | --------------------- |
| Michel Aoun   | 1988-1990       | 18 tháng 2, 1935  | Quân đội              |
| Najib Mikati  | 2005, 2011-2014 | 24 tháng 11, 1955 | Phong trào Vinh quang |
| Fouad Siniora | 2005-2009       | 14 tháng 4, 1943  | Phong trào Tương lai  |
| Tammam Salam  | 2014-2016       | 13 tháng 5, 1945  | Độc lập               |
| Hassan Diab   | 2020            | 6 tháng 1, 1959   | Độc lập               |
| Najib Mikati  | 2021-2025       | 24 tháng 11, 1955 | Phong trào Vinh quang |